# جيرالد إم. فريدمان
جيرالد إم. فريدمان (بالإنجليزية: Gerald M. Friedman)‏ هو جيولوجي وأستاذ جامعي أمريكي، ولد في 23 يوليو 1921 في برلين في ألمانيا، وتوفي في 29 نوفمبر 2011 في نيويورك في الولايات المتحدة.